# Acalolepta battonii
Acalolepta battonii är en skalbaggsart som beskrevs av Stefan von Breuning 1980. Acalolepta battonii ingår i släktet Acalolepta och familjen långhorningar.
Artens utbredningsområde är Nepal. Inga underarter finns listade i Catalogue of Life.